# Philothermopsis saigonensis
Philothermopsis saigonensis is een keversoort uit de familie dwerghoutkevers (Cerylonidae). De wetenschappelijke naam van de soort werd in 1979 gepubliceerd door Roger Dajoz.